# California State Route 133
Die California State Route 133 (kurz CA 133 oder SR 133) ist eine in Nord-Süd-Richtung verlaufende State Route im US-Bundesstaat Kalifornien. Die 13,6 Meilen (21,9 km) lange Straße verbindet die California State Route 1 (Pacific Coast Highway) in Laguna Beach mit der California State Route 241 in Irvine. Nördlich der Kreuzung mit der Interstate 405 wird die Straße als Laguna Freeway bezeichnet. 
Der Abschnitt nördlich der California State Route 73 ist Teil des California Freeway and Expressway Systems.

## Verlauf
Die California State Route 133 beginnt an der California State Route 1 (Pacific Coast Highway) in Laguna Beach, nur wenige Meter vom Pazifischen Ozean entfernt. Die Trasse folgt der Broadway Street durch den Stadtkern. Im Laguna Canyon vereinigt sich die CA 133 mit der Laguna Canyon Road. Die Straße verengt sich auf zwei Fahrspuren. Nach der Durchquerung des Tals, das im Westen vom Laguna Coast Wilderness Park und im Osten vom Aliso and Wood Canyons Wilderness Park umgeben ist, wird die Kreuzung mit der County Route S18 erreicht. An der Schnittstelle mit der California State Route 73 verbreitert sich die CA 133 auf vier Spuren und wird zu einem Highway.
Kurz darauf schwenkt die Laguna Canyon Road nach Nordwesten bis zum Ausgang des Tals bei Irvine. Nördlich des Laguna Woods Wilderness Parks wird die Straße zum Laguna Freeway und kreuzt die Interstate 405. Ab der Ausfahrt zur Interstate 5 ist die CA 133 eine Mautstraße. Sie führt weiter an der aufgelassenen Marine Corps Air Station El Toro vorbei und endet an der California State Route 241.